# Pedersker Kirkemølle
55°01′36″N 14°58′19″Ø / 55.02667°N 14.97194°Ø
Pedersker Kirkemølle er en tårnmølle i Pedersker på Bornholm. Den er opført i 1861 og arbejdede indtil 1969. Den helmurede, runde mølle i Pedersker er med jordomgang og erstattede en mere end 150 år gammel stubmølle, der blev nedrevet samme år. Kirkemøllen, der er navngivet pga. dens beliggenhed tæt ved Pedersker kirke, blev forøget i højden i 1908, hvorved den opnåede det udseende, som den har 2025. Kirkemøllen, som er bygget af den lokale sandsten, er den ældste af de seks bevarede tårnmøller på Bornholm, ligesom den er den eneste af disse, der er cirkulær af form.
Familien Marker ejede Kirkemøllen fra 1867 til 1959, og i hele perioden blev møllen løbende moderniseret. I 1899 blev vingerne selvsvikkende med jalousier. Der blev installeret en motor i 1903, og i forbindelse med at man forhøjede møllen i 1908, blev det oprindelige krøjeværk erstatet med en vindrose.  I 1800-tallet og begyndelsen af 1900-tallet var der både bageri og kro med udskænkning i møllegården. Derfor kaldte lokale beboere den ”Kromøllen”. 
Pedersker Lokalforening købte møllen i 1982 og har siden da stået for vedligeholdelse og restaurering. Der er bl.a. monteret en ny hat og nye vinger, og det tilknyttede magasin er blevet istandsat. 